# Paul Leroy
Paul Louis Eugène Désiré Leroy (ur. 13 stycznia 1884 w Bellot, zm. 9 kwietnia 1949 w Melun) – francuski łucznik, trzykrotny medalista olimpijski.
Leroy startował na Letnich Igrzyskach Olimpijskich 1920 w Antwerpii.  Podczas tych igrzysk sportowiec sklasyfikowany został w trzech drużynowych konkurencjach i we wszystkich zdobył medale olimpijskie. Wszystkie te konkurencje były jednak słabo obsadzone; w zawodach startowały tylko dwie ekipy (Belgia i Francja); wyjątkiem było strzelanie drużynowe z 28 m, gdzie oprócz tych dwóch startowała jeszcze Holandia (Holendrzy zdobyli nawet złoto).